# 金丝桃白粉菌
金丝桃白粉菌（学名：Erysiphe hyperici）是属于白粉菌目白粉菌科白粉菌属的一种真菌，寄生在金丝桃属植物上。该种分布于中国、丹麦、芬兰、罗马尼亚、瑞士、瑞典、德国等地。